# Ornithose
Bei der Ornithose oder Ornithosis (auch Faröerkrankheit) handelt es sich um eine Tierseuche, die vor allem von Vögeln auf den Menschen übertragen wird (Zoonose). Diese schwere, grippeartige Allgemeinerkrankung verläuft in der Regel unter vorwiegender Beteiligung der Lungen (Bronchopneumonie) ab.
Da der Erreger bei Papageienvögeln (Psittaziden) nachweisbar ist, spricht man auch von Psittakose (Psittacose, Papageienkrankheit). Die Krankheit ist beim Menschen selten; 2015 wurden in Deutschland nur noch zehn Fälle gemeldet, davon fünf in Bayern, 2016 waren es neun Erkrankungen, 2017 elf Infektionen, 2018 neun Fälle, 2019 elf Erkrankungen, 2020 13 Infektionen, 2021 16 Fälle, 2022 19 Erkrankungen, 2023 14 Infektionen und 2024 waren es 34. Die Krankheit bzw. der Nachweis des Erregers ist in Österreich und Deutschland beim Menschen meldepflichtig.

## Erreger
Der Erreger ist (entgegen der früheren Annahme eines pneumotropen Virus, Miyagawanella psittaci – vgl. Lymphogranuloma venereum) das weltweit verbreitete, gramnegative Bakterium Chlamydophila psittaci. Der Erreger ist obligat intrazellulär. Das Reservoir dieses Erregers sind Tiere (Zoonose), insbesondere Vögel (etwa Papageien, Tauben, Möwen). Die Tiere selbst zeigen, wie bei Reservoirwirten üblich, in der Regel keine oder nur wenige Symptome.

## Übertragung
Die erste Epidemie der Krankheit beschrieb 1879 Jacob Ritter (1849–1907) und Michel Peter (1824–1893) klärte 1892 die epidemiologischen Zusammenhänge.
Der Erreger wird in der Regel per Tröpfcheninfektion, also inhalativ, durch Einatmen von infektiösem Kot-Staub oder Aerosol aufgenommen. Bei dieser Übertragungsart ist wahrscheinlich der obere Atmungstrakt die Eingangspforte.
Der Erreger kann auch durch Kontaktinfektion beziehungsweise durch Schmierinfektion übertragen werden, wobei fast ausschließlich Menschen mit engem Kontakt zu den infektiösen Tieren angesteckt werden. Bei extrem pathogenen (ansteckenden) Stämmen kann in seltenen Fällen auch eine Übertragung von Mensch zu Mensch vorkommen.
Deshalb kann auch eine Erkrankung bei beruflich exponierten (dem Erreger besonders ausgesetzten) Menschen wie Vogelhändlern oder Arbeitern in Geflügelbetrieben als Berufskrankheit anerkannt werden.

## Pathogenese
Der Erreger vermehrt sich primär wahrscheinlich im respiratorischen Epithel des oberen Respirationstraktes (trockener Reizhusten), nach Bakteriämie dann sekundär im retikulo-endothelialen System (RES), vor allem in der Milz (Splenomegalie), selten Hepatosplenomegalie (Leber- und Milzvergrößerung). Die Lunge wird wahrscheinlich erst sekundär über den Blutweg infiziert. Hier kommt es zu dem Bild einer atypischen Pneumonie mit Vermehrung von Lymphozyten, interstitiellem Ödem des Bindegewebes zwischen den typischen Organzellen, selten mit Nekrosen der Alveolarwand und Hämorrhagien. Das respiratorische Epithel in den Bronchien bleibt intakt.

## Diagnostik

### Klinisches Bild
Die Diagnose der erstmals 1895 von Antoine Morange (1869–1951) ausführlich klinisch beschriebenen Psittakose wird in der Regel anhand des klinischen Bildes bei exponierten Personen gestellt. Wegweisend können Beziehungen zu Vögeln in der Anamnese des Patienten sowie das Röntgenbild der Lunge sein. Im Blutbild wird normalerweise keine Leukozytose (Erhöhung der Leukozytenanzahl), sondern eine leichte Leukopenie (Verringerung der Leukozytenanzahl) von etwa 4000–6000/mm³ mit Linksverschiebung, relative Lymphopenie und eine erhöhte BSG festgestellt.

### Serologie

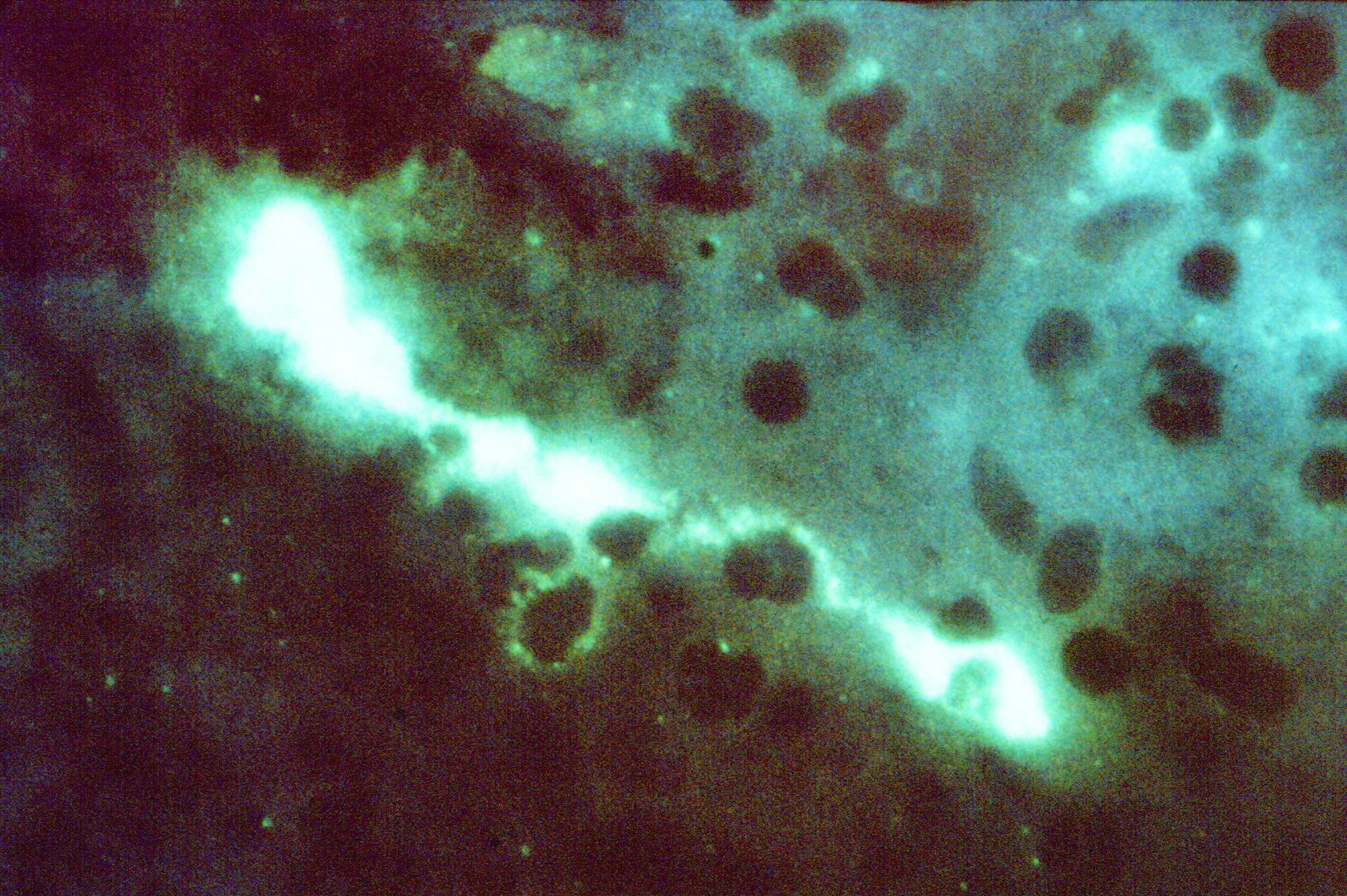
Fluoreszenz-Färbung, Mäusegehirn

Der indirekte Nachweis des Erregers erfolgt am besten anhand von Titerverläufen von Chlamydien-spezifischen Antikörpern im Serum des Patienten (Komplementbindungsreaktion, ELISA). Eine genaue Bestimmung der Chlamydienart kann durch Immunfluoreszenz gegen spezifische Initialkörper erfolgen. Die Kultur des Erregers erfolgt in der Regel nur in Spezial-Laboratorien wegen der Infektiosität des Erregers und der schwierigen Kulturbedingungen.

## Differenzialdiagnose
Bei der Differenzialdiagnose kommen andere Erreger in Betracht, die eine atypische Pneumonie auslösen können (etwa Legionärskrankheit, Q-Fieber, Influenza, Chlamydia-pneumoniae-Pneumonie). Weiterhin sind Typhus, Fleckfieber und allgemeine Sepsis auszuschließen.

## Krankheitsverlauf

### Verlaufsformen
Je nach Alter und Immunkompetenz (Abwehrbereitschaft des Immunsystems) der Patienten entwickeln sich unterschiedliche Verläufe:
- inapparent
- Grippe-ähnlich
- atypische Pneumonie mit teilweise schweren Verläufen
- typhöse Form (selten)

### Symptome
Die Krankheit beginnt nach einer Inkubationszeit von etwa sechs bis 20 Tagen mit folgenden Symptomen:
- Gliederschmerzen
- Schläfen- und Stirnkopfschmerz
- Kreuzschmerzen
- Fieber (39 °C und mehr)
- Bradykardie (langsame Schlagfolge des Herzens)
- nach etwa fünf Tagen Husten, anfangs trockener Reizhusten, später mukopurulent
- Splenomegalie
- selten auch Myokarditis, Enzephalitis und Hepatitis, Dyspnoe
- Grünlicher Durchfall

In der vierten Woche langsamer Fieberrückgang und gemächliche Erholung; völlige Genesung und Normalisierung der Lunge besonders nach schweren Krankheitsverläufen erst nach vielen Wochen.
Unbehandelt oder bei einer Fieberdauer von mehr als drei Wochen verläuft hingegen die Erkrankung besonders bei einer Infektion mit virulenten Erreger-Stämmen oft tödlich (Letalität 20 bis 50 %).

### Immunität
Durch zelluläre Immunantwort kommt es zu einer etwa 30 Tage dauernden Immunität, danach ist eine Reinfektion möglich.

## Therapie
Eine Erkrankung muss von einem Arzt behandelt werden. In der Regel erfolgt eine Antibiotika-Therapie mit Tetracyclinen (etwa Tetracyclin, Doxycyclin) oder Makroliden (etwa Clarithromycin, Erythromycin) über zwei bis drei Wochen.

## Gesetzliche Regelungen und Meldepflicht

### Deutschland
In Deutschland ist der direkte oder indirekte Nachweis von Chlamydia psittaci namentlich meldepflichtig nach § 7 des Infektionsschutzgesetzes, soweit der Nachweis auf eine akute Infektion hinweist. Diese Meldepflicht für den Erreger betrifft in erster Linie Labore bzw. deren Leitungen (vgl. § 8 IfSG).
Nach dem Recht Sachsens besteht eine namentliche Meldepflicht bezüglich Erkrankung und Tod an Ornithose.

### Österreich
In Österreich ist Psittakose gemäß § 1 Abs. 1 Nummer 1 Epidemiegesetz 1950 hinsichtlich Verdacht, Erkrankung und Tod (beim Menschen) anzeigepflichtig. Zur Anzeige verpflichtet sind unter anderen Ärzte und Labore (§ 3 Epidemiegesetz).

### Schweiz
In der Schweiz ist die Chlamydiose der Vögel eine zu bekämpfende und somit meldepflichtige Tierseuche.
Im Seuchenfall sind in der Schweiz sichtbar kranke Vögel zu töten und die übrigen Tiere entweder zu töten oder zu behandeln.